# William Sanders (homme politique)
Le capitaine William Stephen Sanders (2 janvier 1871 - 6 février 1941) est un homme politique du parti travailliste britannique. 

## Biographie
Sanders épouse Beatrice Sanders, qui devient plus tard une suffragette de premier plan . Il est secrétaire général de la Fabian Society de 1913 à 1920. 
Sanders se présente en vain à Portsmouth en 1906 et en janvier 1910. Il est élu député de Battersea North lors des élections générales de 1929 et est Secrétaire financier au ministère de la Guerre de 1930 à 1931, mais perd son siège en 1931. Il est réélu pour Battersea North à l'élection générale de 1935 et occupe le siège jusqu'à sa démission de la Chambre des communes en 1940  en acceptant le poste d'intendant du Manoir de Northstead . 